# هاچینسن (نیوجرسی)
هاچینسن (به انگلیسی: Hutchinson) یک منطقهٔ مسکونی در ایالات متحده آمریکا است که در هارمونی (نیوجرسی) واقع شده‌است. هاچینسن ۰٫۵۱۳ کیلومتر مربع مساحت و ۱۳۵ نفر جمعیت دارد و ۶۸ متر بالاتر از سطح دریا واقع شده‌است.